# Schizodactylus inexpectatus
Schizodactylus inexpectatus är en insektsart som först beskrevs av Werner 1901.  Schizodactylus inexpectatus ingår i släktet Schizodactylus och familjen Schizodactylidae. Inga underarter finns listade i Catalogue of Life.